# Evening Chronicle
L'Evening Chronicle, désormais appelé The Chronicle dans la presse écrite, est un quotidien produit à Newcastle upon Tyne, couvrant Tyne and Wear, le sud du Northumberland et le nord du comté de Durham. The Evening Chronicle est publié par ncjMedia, une division de Reach plc. Son tirage est de 26 811 exemplaires en 2016, soit une baisse de 12,3 % par rapport à l'année précédente.

## Histoire
The Chronicle est à l'origine le Newcastle Chronicle, fondé en 1764 comme journal hebdomadaire par Thomas Stack. Le journal a appartenu à ses descendants jusqu'en 1850, date à laquelle il a été vendu à un consortium dirigé par Mark William Lambert, un homme d'affaires local. L'abrogation des taxes sur les journaux en 1855, ainsi que l'embauche de nouveaux journalistes et l'installation d'une nouvelle presse à imprimer ont créé une occasion de développer le journal. Le 1er mai 1858, le Newcastle Daily Chronicle est lancé. Son rédacteur en chef est Joseph Cowen, qui en devient le seul propriétaire à la fin de 1859. Il a rapidement fait du Chronicle le journal le plus populaire de l'Angleterre du Nord-Est et l'un des journaux provinciaux les plus populaires du XIXe siècle. En avril 2013, l'Evening Chronicle est devenu connu sous le nom de The Chronicle ou Chronicle Live.

## Aujourd'hui
The Chronicle a été un journal de grande diffusion depuis sa création jusqu'au 8 octobre 1997, date à laquelle il est devenu un tabloïd. Avant 2007, le journal était publié deux fois par jour, avec une édition du soir en vente à partir de la fin de l'après-midi.
Il se concentre sur l'actualité locale, les histoires humaines et le sport, avec un accent particulier sur Newcastle United F.C. Un supplément sur l'emploi augmente la diffusion du journal tous les jeudis. En octobre 2013, le Chronicle et ses publications sœurs The Journal et Sunday Sun ont été interdits de publication à Newcastle United F.C. en raison de la couverture par les journaux d'une marche de protestation des fans. L'interdiction a été retirée par la suite. 
La couverture politique du Chronicle est axée sur la région et la politique locale : étant une région à prédominance travailliste, cela alimente la couverture des affaires courantes. Cependant, le Chronicle n'a jamais fait de publicité officielle, contrairement à des journaux régionaux contemporains comme le Evening Standard ou le Liverpool Echo.

## Les journaux frères
Propriété de Reach plc, The Chronicle est la publication sœur d'un autre journal du Nord-Est, The Journal. Les deux journaux se complétaient autrefois, The Journal étant publié le matin et The Chronicle l'après-midi, bien que les deux titres soient maintenant imprimés pendant la nuit et se trouvent dans les kiosques à journaux avec les titres nationaux.
En 2007, un journal local gratuit, The Herald and Post, a été rebaptisé Chronicle Extra, sous la bannière du Chronicle.
Le Chronicle se concentre sur l'actualité et le sport dans le Nord-Est et en particulier sur le Newcastle United. Le sport dans le Nord-Est a été couvert par The Pink (un supplément du Chronicle) de 1895 à 2005. Le journal Pink était généralement publié après les jours où le football se terminait un samedi. La dernière édition a été publiée le 17 décembre 2005.